# NACA-Öffnung

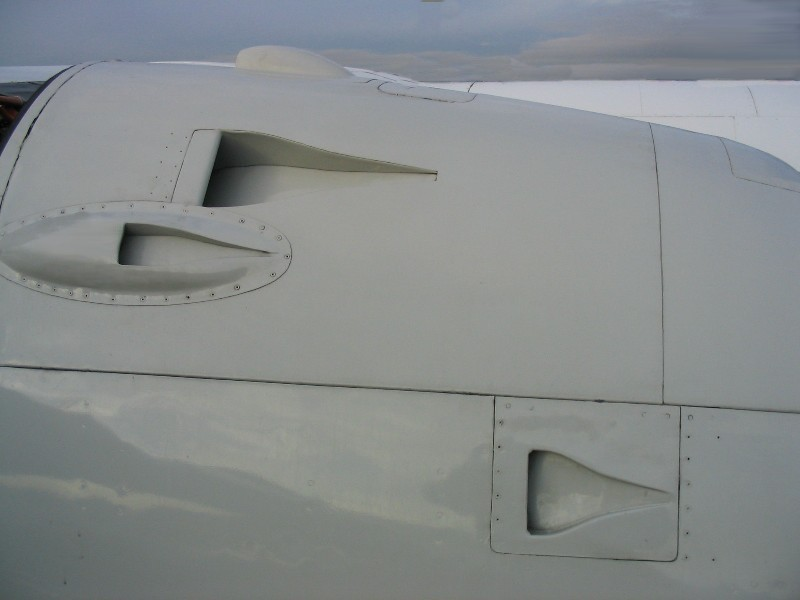
NACA-Einlässe an einem Flugzeug

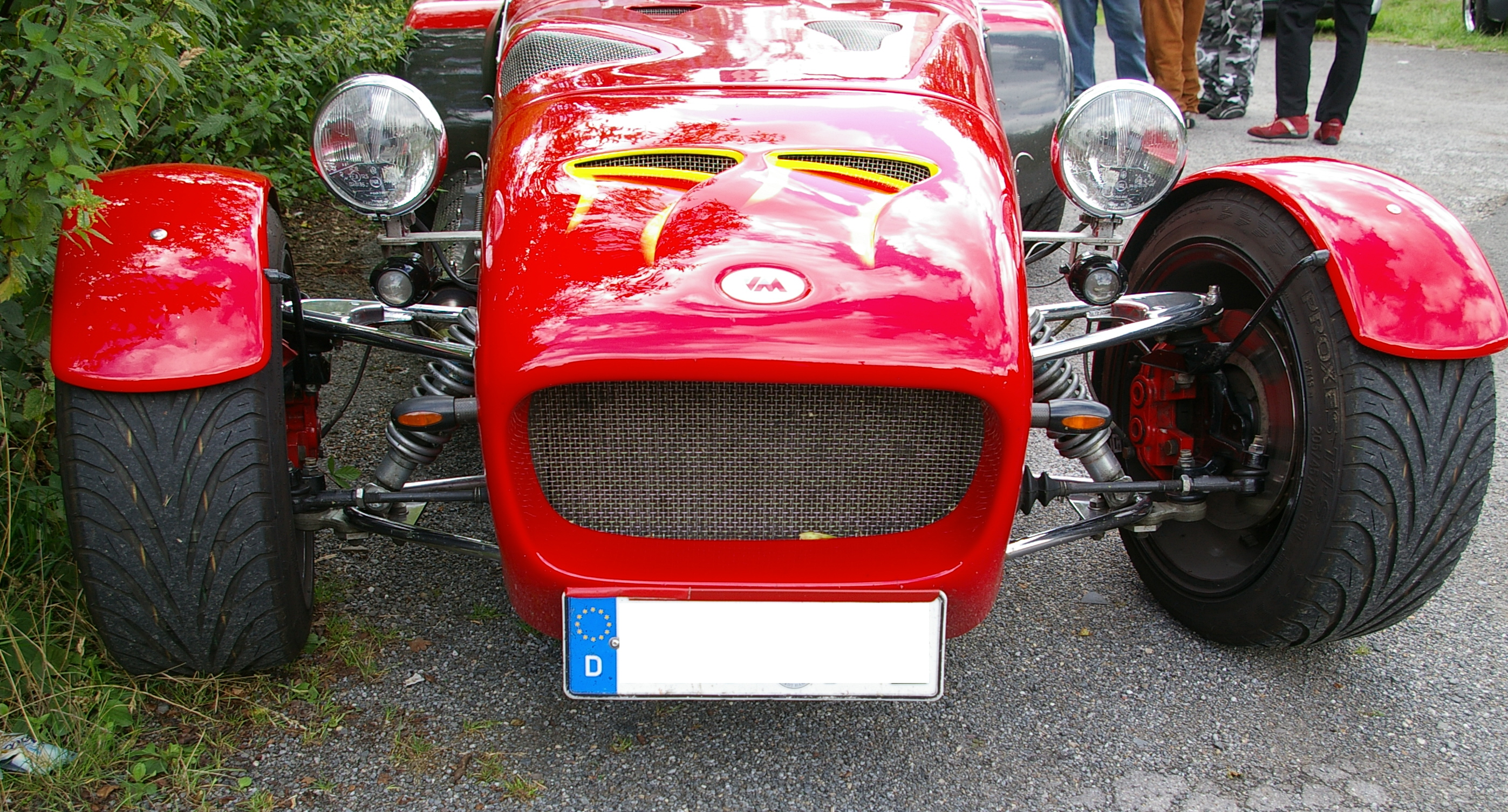
Asymmetrische NACA-Öffnungen als „77“ gelb hervorgehoben bei einem VM Seventy Seven

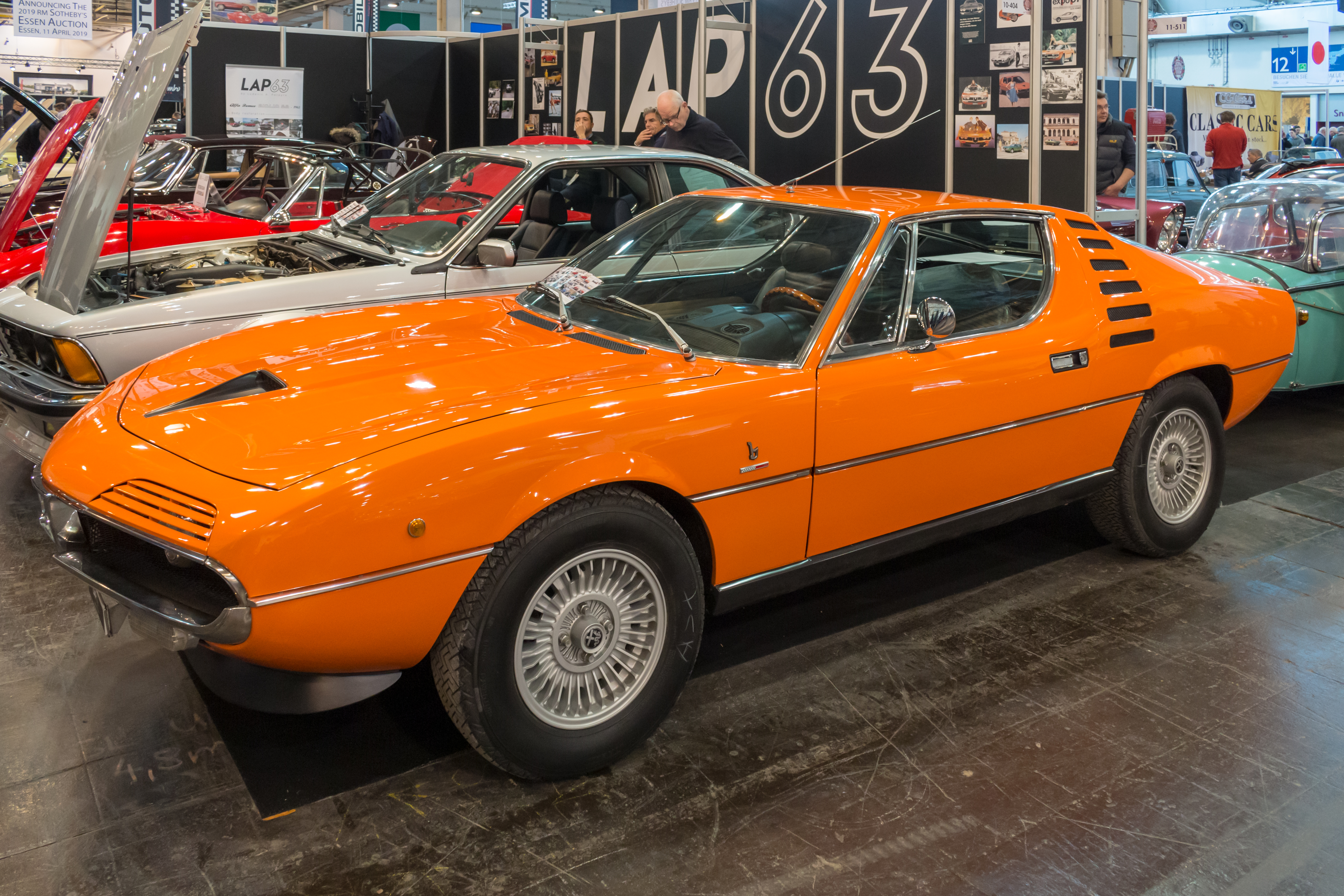
Alfa Romeo Montreal mit einer NACA-Öffnung vorn in der Motorhaube

Eine NACA-Öffnung ist ein strömungsgünstiger Lufteinlass in der Außenhaut von Fahrzeugen. Durch die schrägen Kanten werden Luftwirbel erzeugt, die die langsame Grenzschichtströmung verdrängen. Deshalb kann sie für einen gegebenen Luftstrom klein ausgeführt werden und vergrößert den Luftwiderstand nur wenig. Die flach in der Außenhaut einmodellierte Öffnung wurde von der National Advisory Committee for Aeronautics (NACA) für die Ansaugluft von Strahltriebwerken entwickelt, aber dafür nur bei wenigen frühen Strahlflugzeugen verwendet. Die starken Triebwerke von Überschallflugzeugen brauchen zu große Einlassöffnungen, die sich nicht glatt in die Rumpfoberfläche einfügen lassen. 
Im Automobilbau wurde die NACA-Öffnung zuerst in Rennwagen eingesetzt und führte Kühlluft oder Ansaugluft für den Motor heran. Später, ab Mitte der 1960er-Jahre wurden sie auch in Serienfahrzeugen wie zum  Beispiel dem Shelby Mustang, Alfa Romeo Montreal, Chevrolet Camaro Z28 und Porsche 924 Turbo verwendet.
Anfang der 1980er-Jahre wurden NACA-Luftöffnungen und Lufthutzen auch als Nachrüstbausätze im Autozubehörmarkt angeboten. Diese Anbauteile dienten oft nur dem sportlichen Aussehen.